# Беатрикс Баварска (1403 – 1447)
Беатрикс Баварска (на немски: Beatrix von Bayern; * 1403, † 12 март 1447, Ноймаркт, Горен Пфалц) от фамилията Вителсбахи, е принцеса от Бавария-Мюнхен и чрез женитба пфалцграфиня на Пфалц-Ноймаркт и херцогиня в Бавария.

## Биография
Дъщеря е на херцог Ернст от Бавария-Мюнхен (1373 – 1438) и Елизабета Висконти (1374 – 1432), дъщеря на Бернабо Висконти. Сестра е на Албрехт III и Елизабет Баварска (1406 – 1468).
Беатрикс се омъжва през 1424 г. за Херман III фон Цили (1380 – 1426), граф на Цили (в Словения). Тя е втората му съпруга. Той е брат на Барбара фон Цили, кралица на Бохемия, втората съпруга на император Сигизмунд Люксембургски. Херман III умира през 1426 г. Бракът е бездетен.
През 1426 г. тя се омъжва за Йохан I (1383 – 1443), пфалцграф на Пфалц-Ноймаркт и херцог в Бавария. Тя е втората му съпруга. Бракът е бездетен.
Беатрикс умира през 1447 г. и е погребана в манастир Гнаденберг при Ноймаркт в Горен Пфалц, основан през 1426 г. от нейния съпруг Йохан. Тя критикува връзката на нейния по-голям брат Албрехт III с Агнес Бернауер.